# Соколова Могила
Соколо́ва Моги́ла — багате поховання представниці вищої сарматської знаті 1 ст. біля с. Ковалівка Миколаївського району Миколаївської обл. Здійснене на вершині кургану доби бронзи. Поховання супроводжувала велика кількість коштовних прикрас та предметів ритуального призначення. Серед них — золоті намиста з коштовними каменями, сережки із гранатами, масивні золоті браслети, золоті фібули та каблучка, золоті нашивні платівки. Знайдені бронзове дзеркало зі срібною ручкою, опахала, срібний, бронзовий та складний посуд античного виробництва. Збереглися зразки шовкових тканин із золотим гаптуванням. Велика кількість амулетів указує на причетність небіжчиці до жрецького стану. Ряд предметів свідчить про широкі зв'язки Північного Причорномор'я з Єгиптом, Кавказом, Іраном, Індією та античними центрами Європи.
Відкрите у 1974 р. Г. Т. Ковпаненко. Матеріали з розкопок експонуються у Скарбниці Національного музею історії України, що розташовується на території Національного Києво-Печерського історико-культурного заповідника.